# Demetrio (scultore)
Demetrio (in greco antico: Δημήτριος?; Atene, 425 a.C. – Atene, 355 a.C.) è stato uno scultore greco antico.

## Biografia
Demetrio, scultore di bronzi, si dedicò prevalentemente ai ritratti, come menziona Marco Fabio Quintiliano, cercando più la somiglianza che la bellezza.
Realizzò, tra gli altri, quelli dell'Ipparco Simone, contemporareno di Aristofane, e di Lisimache, una vecchia sacerdotessa di Atena.
Lo storici dell'arte hanno creduto di riconoscere la testa di quest'ultima statua, ricordata da Plinio il Vecchio nella sua Naturalis historia XXXIV, 76, in una testa marmorea, cinta dalla benda sacerdotale, del British Museum di Londra che, per i caratteri artistici, è contemporanea agli anni di attività di Demetrio.
Considerazioni stilistiche hanno poi fatto collegare al presunto riratto di Lisimache altre sculture, tra cui il ritratto del Re Archidamo del Museo archeologico nazionale di Napoli e la statua di un pugile del Museo Nazionale Romano.
Plinio menziona anche un'altra opera di Demetrio: l'Atena con i serpentelli del Gorgoneio sull'egida.
Un'altra opera, di Pellico stratego corinzio, è descritta con entusiasmo da Luciano di Samosata: caratterizzata dalla figura calvo e grassa, con le vene sporgenti, la barba disordinata a causa del vento, seminudo e, coperto solamente da un mantello dalle anche in giù, secondo un modello statuario in voga nel V secolo a. C.
Anche se non sono numerose le opere sopravvissute e giunte fino ai nostri tempi, le sculture di Demetrio ebbero una certa influenza sulle innovazioni che caratterizzarono i ritratti del IV secolo a. C.

## Opere
- Ritratto di Ipparco Simone;
- Ritratto della Sacerdotessa Lisimache;
- Ritratto del Re Archidamo, Museo archeologico nazionale di Napoli;
- Ritratto di un Pugile, Museo Nazionale Romano;
- Ritratto di Atena con i serpentelli del Gorgoneio sull'egida;
- Ritratto di Pellico stratego corinzio.